# Al-Qaryatayn
Al-Qaryatayn (in arabo القريتين‎?, anche chiamata Karyatayn, Qaratin o Cariatein) è una città della Siria centrale; amministrativamente fa parte del Governatorato di Homs e si trova a sudest del capoluogo. È situata in un'oasi nel deserto siriano. Località vicine sono Tadmur (Palmira) a nordest, Furqlus a nord, al-Riqama e Dardaghan a nordovest, Mahin, Huwwarin e Sadad ad ovest, Qarah, Deir Atiyah e al-Nabk a sudovest e Jayrud a sud. Al-Qaryatayn significa "i due villaggi".
Secondo il Dipartimento centrale di statistica (Siria), al-Qaryatayn aveva una popolazione di 14 208 persone nel censimento del 2004. È il centro amministrativo della nahiyah ("sottodistretto") di al-Qaryatayn, che si compone di tre località con una popolazione complessiva di 16 795 nel 2004. I suoi abitanti sono in prevalenza musulmani sunniti e cristiani.

## Storia
La città era conosciuta dagli Amorrei come Nazala e servì in qualità di governatorato dei principi ereditari di Qatna come Amut-pî-el (1750 a.C.). È stata anche menzionata nelle Lettere di Amarna.

### Antichità
Ci sono numerosi edifici di epoca greco-romana situati a Al-Qaryatayn, tra cui un vasto sanitarium noto come Hamaam Balkis ("Bagno di Saba") che, durante la dominazione romana, era considerato un luogo di cure molto popolare. Fu anche una base per l'unità di cavalleria dei legionari Equites Promoti indigenae. Ci sono inoltre una serie di colonne corinzie e ornamenti di marmo che risalgono a quel periodo, quando la vicina Palmira era una città importante nella regione; iscrizioni palmirene sono state trovate nella città, scritte da residenti palmireni e dedicate al "Grande Dio di Nazala". Prima che venisse promulgata la legge islamica nel VII secolo, i Ghassanidi vi mantenevano un'installazione militare.

## Luoghi di interesse
Monastero di Mar Elian